# Ilex servinii
Ilex servinii är en järneksväxtart som beskrevs av E.Carranza. Ilex servinii ingår i släktet järnekar, och familjen järneksväxter. Inga underarter finns listade i Catalogue of Life.